# Catch and Release
Catch and Release (br: Pegar e Largar, pt: Surpresas da vida) é um filme de comédia romântica americano de 2006 dirigido por Susannah Grant. É a estreia diretorial de Grant, que escreveu o filme Erin Brockovich. É estrelado por Jennifer Garner, Timothy Olyphant, Sam Jaeger, Juliette Lewis e o cineasta Kevin Smith que também participa do filme. No filme, depois que o noivo de uma mulher morre, ela busca conforto em seus amigos, aprendendo seus segredos enquanto se apaixona por seu melhor amigo. As filmagens ocorreram em 2005 em Vancouver e Boulder, Colorado. Catch and Release estreou no Austin Film Festival em outubro de 2006 e foi lançado nos Estados Unidos em 26 de janeiro de 2007. O filme foi criticado pela crítica de cinema e decepcionou nas bilheterias, ganhando US$ 16 milhões contra um orçamento de US$ 25 milhões.

## Elenco
- Jennifer Garner — Gray Wheeler
- Timothy Olyphant — Fritz
- Sam Jaeger — Dennis
- Kevin Smith — Sam
- Juliette Lewis — Maureen
- Joshua Friesen — Mattie
- Fiona Shaw — Sra. Douglas
- Tina Lifford — Eve
- Georgia Craig — Persephone

## Produção
Catch and Release foi filmado na primavera/verão de 2005, em Vancouver, Colúmbia Britânica, Canadá, com regravações em dezembro de 2005. Em julho de 2005, várias cenas foram filmadas em Boulder, Colorado, onde a história se passa.
Kevin Smith disse que durante as filmagens deste filme, ele e Lewis foram ao set do filme de Uwe Boll, In the Name of the King: A Dungeon Siege Tale, porque Smith tinha ouvido que eles tinham rosquinhas Krispy Kreme, que foram trazidas por Burt Reynolds, que estava aparecendo naquele filme. Eles levaram caixas de rosquinhas de volta para o set de Catch and Release, e alguém no set perguntou se eles tinham roubado as rosquinhas do set de In the Name of the King porque Reynolds viu alguém fugindo com eles.

## Trilha sonora
A trilha sonora original do filme é produzida por Brian Wayne Transeau (BT) e Tommy Stinson.
As canções usadas no trailer oficial do filme incluíram "Just a Ride" de Jem e Breathe (2 AM)" de Anna Nalick.
A música em destaque em Catch and Release é executada por:
1. "Razor" - Foo Fighters
2. "My Drug Buddy" - The Lemonheads
3. "A Nest for Two" - Blinker the Star
4. "Mornings Eleven" - The Magic Numbers
5. "Pills" - Gary Jules
6. "Electrified and Ripe" - Steve Durand
7. "The Winding Staircase" - New Radiant Storm King
8. "Sky Signal" - Audible
9. "Leaving the Ground" - Peter Maclaggan
10. "What If You" - Joshua Radin
11. "These 3 Sins" - Gomez
12. "Resistance" - Alaska!
13. "Let the Bad Times Roll" - Paul Westerberg
14. "Turning Blue" - The Swallows
15. "What I Done" - Andrew Rodriguez
16. "Soul Meets Body" - Death Cab for Cutie
17. "There Goes the Fear" - Doves

## Recepção

### Bilheteria
O filme arrecadou US$ 15.539.051 nos Estados Unidos e US$ 456.458 em outros territórios, tornando-se uma decepção nas bilheterias.

### Resposta crítica
O filme foi universalmente criticado por críticos e público. No Rotten Tomatoes, o filme tem uma taxa de aprovação de 21% com base em 132 avaliações, com uma classificação média de 4,5/10. O consenso do site diz: "Uma dramédia romântica com personagens chatos, estocados e situações inventadas." Metacritic deu uma pontuação de 43 de 100 com base em 28 avaliações, indicando "avaliações mistas ou médias". O público pesquisado pelo CinemaScore deu ao filme uma nota B.
Mesmo com a maioria das críticas sendo negativas, vários críticos elogiaram o desempenho dado por Smith.